# Darold Williamson
Darold Andre Williamson (* 19. Februar 1983 in San Antonio) ist ein US-amerikanischer Sprinter und Staffel-Olympiasieger.
Der Juniorenweltmeister von 2002 wurde als Vierter im 400-Meter-Lauf bei den US-Ausscheidungskämpfen für die Olympischen Spiele 2004 für die 4-mal-400-Meter-Staffel nominiert. Zusammen mit Otis Harris, Derrick Brew und Jeremy Wariner gewann er in Athen Gold.
Ein Jahr später bei den Weltmeisterschaften in Helsinki wurde er Siebter über 400 Meter. Mit der 4-mal-400-Meter-US-Staffel errang er erneut Gold, ebenso wie bei den Weltmeisterschaften 2007 in Osaka.
Er hat bei einer Größe von 1,88 m ein Wettkampfgewicht von 77 kg.

## Persönliche Bestzeiten
- 200 m: 20,91 s, 12. Mai 2001, Austin
- 400 m: 44,27 s, 10. Juni 2005, Sacramento